# توم فريدي أونه
توم فريدي أونه (بالنرويجية البوكمول: Tom Freddy Aune)‏ هو لاعب كرة قدم ومدرب كرة قدم نرويجي، ولد في 3 يونيو 1970 في أوسلو في النرويج. لعب مع نادي سوغندال لكرة القدم ونادي فريدريكستاد.

## وصلات خارجية
- توم فريدي أونه على موقع قاعدة بيانات كرة القدم.إي يو (الإنجليزية)